# Echeclus concinnus
Genre
Espèce
Echeclus concinnus, unique représentant du genre Echeclus, est une espèce d'araignées aranéomorphes de la famille des Salticidae.

## Distribution
Cette espèce est endémique de Malaisie. Elle se rencontre au Penang sur l'île de Penang et au Johor.

## Description
Le mâle holotype mesure 4,3 mm.

## Systématique et taxinomie
Cette espèce a été décrite par Thorell en 1890.
Ce genre a été décrit par Thorell en 1890 dans les Salticidae.

## Publication originale
- Thorell, 1890 : « Arachnidi di Pinang raccolti nel 1889 dai Signori L. Loria e L. Fea. » Annali del Museo Civico di Storia Naturale di Genova, vol. 30, p. 269-383 (texte intégral).